# 里塞斯灣
64°30′S 61°32′W / 64.500°S 61.533°W
里塞斯灣（英語：Recess Cove）是南極洲的海灣，位於葛拉漢地西岸的丹科海岸，處於夏洛特灣東部，寬4.6公里，由英國研究隊測量，現時由南極條約體系管理。